# Маријано Пуерта
Маријано Рубен Пуерта (шп. Mariano Ruben Puerta; 19. септембар 1978. године) је бивши аргентински тенисер.

## Каријера
Освојио је 3 турнира у каријери. Најомиљенија подлога му је била шљака на којој је освојио све титуле. Био је финалиста Отвореног првенства Француске 2005. године. Најбољи пласман на АТП листи му је девето место.

## Гренд слем финала

### Појединачно 1 (0—1)
| Исход  | Година | Турнир      | Подлога | Противник у финалу | Резултат                |
| ------ | ------ | ----------- | ------- | ------------------ | ----------------------- |
| Финале | 2005   | Ролан Гарос | Шљака   | Рафаел Надал       | 7–6(8–6), 3–6, 1–6, 5–7 |